# ミュールハウゼン市電
ミュールハウゼン市電（ドイツ語: Straßenbahn Mühlhausen）は、かつて東ドイツ（現：ドイツ）の都市であるミュールハウゼン/テューリンゲン（以下、「ミュールハウゼン」と記す。）に存在した路面電車。19世紀末に開通し、ミュールハウゼン市内に路線網を有していたが、1969年までに廃止された。

## 歴史
ミュールハウゼン市内に軌道交通を建設する計画は1870年代から始まり、馬車鉄道や天然ガスを燃料とした鉄道の構想が持ち上がったが、最終的に1897年にニュルンベルクに本社を有していたエレクトリジテッツ会社（Elektrizitäts-AG）が発電所の建設と合わせて路面電車の建設・運営権を獲得した。そして、1898年12月21日に最初の路線が開通した後、1903年まで順次路線網の拡張が続けられた。一方、運営組織については1900年にニュルンベルクの電力事業大陸会社（Continentale Gesellschaft für elektrische Unternehmungen）に買収され、同社は1911年に沿線の病院へ物資輸送目的も兼ねた支線を開通させた。車両についても1913年まで増備が続いたが、以降新造車両の導入は廃止まで行われる事が無く、増備分の車両は他都市からの譲渡により賄われた。
同社はミュールハウゼン市との間に1919年まで路面電車や発電所を運営する契約を結んでおり、それに基づき同年1月以降ミュールハウゼン市電は市営企業による運営に切り替えられた。だが、同時期は第一次世界大戦真っ只中であり、発電用の燃料不足、人員不足、ハイパーインフレーションの影響により路線は幾度となく運休する事態になった。ただ当時のプロイセン州政府の方針により廃止は免れ、最終的に1924年に通常運行に戻った。以降は老朽化した車両の大規模更新や車庫の増築などの施設整備が行われ、南北方面への更なる延伸も予定されていたがこちらは実現せず、代わりに路線バスが導入された。
1939年には沿線の兵器工場への従業員輸送を目的にした支線が建設されたが、第二次世界大戦直後にソビエト連邦軍によって工場が解体された影響で1946年に廃止された。それ以外の路線についてはミュールハウゼンの街と共に空襲などの破壊行為から逃れたものの、解放後は一時的な運休を余儀なくされている。
その後、東ドイツの路面電車となったミュールハウゼン市電の路線網は幾度かの変遷を経て路線バスやタクシーなどの交通機関と共に人民公社による運営となったが、1950年代以降路面電車を路線バスへ転換する計画が動き出し始めた。当初は東ドイツ側のバスの定員規制といった問題があったものの、人民公社による路面電車の整備や施設更新は満足に行われず、老朽化が進行した事による脱線事故も発生した。その結果、1965年に病院方面への支線が廃止されたのを皮切りに路面電車の撤去が進められ、最後の路線は1969年6月26日をもって営業運転を終了した。
2024年現在、廃止時まで使用されていた電動車（43）が過去の車庫を転用した保存庫で静態保存されている。

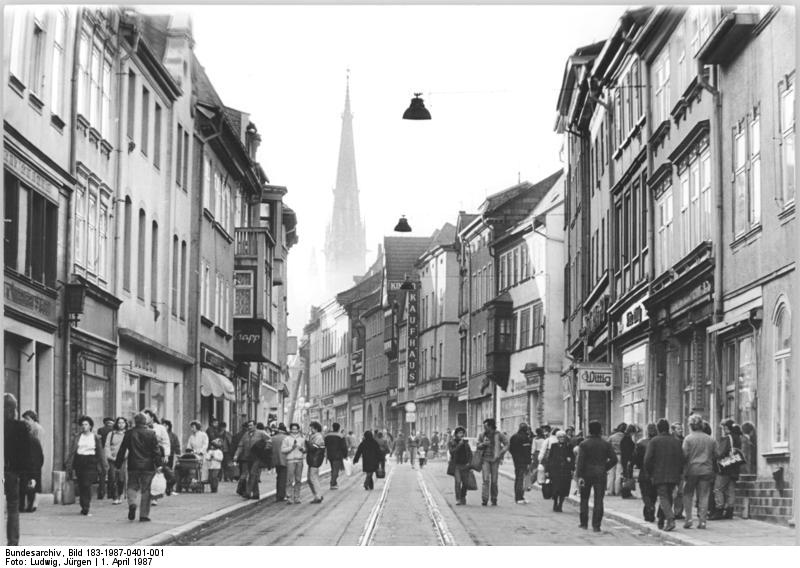
ミュールハウゼン市内に残された廃線跡（1987年撮影）

## 参考資料
- Andreas Möller (2019-5). “Abschied von einem Relikt”. Strassenbahn Magazin (GeraMond Verlag GmbH):  66-72.